# Евмений (Василопулос)
Епископ Евмений (греч. Επίσκοπος Ευμένιος, англ. Bishop Evmenios в миру Серафи́м Васило́пулос греч. Σεραφείμ Βασιλόπουλος; род. 17 сентября 1981, Мельбурн) — архиерей Константинопольского патриархата, епископ Керасунтский (с 2021), викарий Австралийской архиепископии.

## Биография
Родился 17 сентября 1981 года в Мельбурне, в Австралии. Окончил Православный богословский колледж святого Андрея в Сиднее, получив степень магиста искусств в области пастырского богословия.
22 апреля 2007 года в церкви святого Евстафия в Мельбурне епископом Дервским Иезекиилем (Кефаласом) был хиротонисан во диакона и назначен для служения в церковь святого Спиридона в Кингсфорд, в пригороде Сиднея.
9 декабря 2007 года архиепископом Австралийским Стилианом (Харкианакисом) хиротонисан во пресвитера и назначен для служения в церкви Преображения Господня в Томастауне, пригороде Мельбурна.
2 февраля 2009 года возведён в достоинство архимандрита.
В 2019 году архиепископом Австралийским Макарием (Гриниезакисом) назначен эпитропом в Норткоте, пригороде Мельбурна в штате Виктория. В том же году стал сопрезидентом греческого православного колледжа святого Иоанна в Мельбурне, а в 2020 году — президентом центра по уходу за престарелыми «Βασιλειάδα» в Мельбурне.
30 августа 2021 года был избран для рукоположения в сан епископа Керасунтского, викария Австралийской архиепископии. Хиротония состоялась 20 ноября 2021 года в церкви святителя Никола в Марриквиле, в Сиднее. Хиротонию совершили: архиепископ Австралийский Макарий (Гриниезакис), епископ Дервский Иезекииль (Кефалас), епископ Милитупольский Иаков (Цигунис), епископ Мелойский Емилиан (Кутузис), епископ Кианейский Элпидий (Каралис), епископ Синопский Силуан (Фотинеас), епископ Созопольский Кириак (Михаил) и епископ Магнесийский Христодул (Иконому).